# May Chidiac
May Chidiac (tiếng Ả Rập: مي شدياق) (sinh năm 1964) là nhà báo người Liban. Bà là tín đồ Kitô giáo thuộc giáo hội Maronite (giáo hội Công giáo phương Đông).

## Sự nghiệp
Chidiac là nhà báo truyền hình thuộc "Hãng Phát thanh và Truyền hình Liban" và cũng là một trong những người phụ trách chương trình tin tức chính của đài, cho tới khi bà bị mưu sát.
Bà là một trong số ít người chỉ trích quyền bá chủ của Syria đối với Liban.  Syria vẫn giữ các đội quân đóng trên đất Liban ngay cả sau khi cuộc Nội chiến Liban đã chấm dứt, và thỏa ước Taif đã quy định là Syria phải rút ra khỏi Libano. Dưới áp lực nặng nề của Hoa Kỳ và quốc tế, quân đội Syria đã rút khỏi Liban trong tháng 4 năm 2005.
Trong ngày mà bà suýt bị giết chết, bà đã làm chủ một show nói chuyện, trong đó bà chỉ trích việc Syria vẫn tiếp tục can thiệp vào công việc riêng của Liban và nói lên các lo ngại về bạo động nhiều hơn trước báo cáo của Liên Hợp Quốc về cái chết của cựu thủ tướng Rafik Hariri. Ngày 3.2.2009, bà tuyên bố từ bỏ show trình diễn "Bi Kol Jor'a" của mình, thường được Công ty Phát thanh và Truyền hình Liban phát sóng.

## Bị tấn công khủng bố
Ngày 25.9.2005 Chidiac đã bị thương nặng bởi một quả bom đặt trên xe ở Jounieh, Liban. Trái bom suýt giết chết bà là một trái bom nặng một pound (0,453 kg), đã nổ ngay khi bà bước vào xe của mình. Phần chân trái của bà dưới đầu gối đã bị bay đi và tóc cùng quần áo bị cháy.
Sau vụ nổ, bà đã bị cưa tay và chân trái. Vụ nổ bom là một trong hàng loạt các vụ đánh bom ở Liban nhắm vào những người chỉ trích Syria, trong đó một nhà báo nổi tiếng khác, Samir Kassir, và các chính trị gia chống Syria trong đó có George Hawi và Gebran Tueni, người biên tập và người xuất bản của nhật báo An-Nahar, đã bị sát hại.
Sau nhiều tháng chữa trị cùng trải qua nhiều cuộc giải phẫu ở  Beirut và Paris, bà đã xuất hiện trên truyền hình ngày 25.5.2006, mỉm cười, vẻ thách thức và hứa sẽ trở lại nghề làm báo.
Ngày 27.01.2006, trong một cuộc phỏng vấn truyền hình, Chidiac loan báo sẽ ứng cử vào ghế trống trong nghị viện thuộc giáo hội Maronite ở quận Baabda-Aley của Liban.
Ngày 12.7.2006, May Chidiac trở lại Beirut. Cuộc thăm viếng đầu tiên của bà khi trở về Liban là tới viếng linh địa của thánh Charbel, ở vùng Byblos. Đây là nơi bà đã cư ngụ trước khi quân khủng bố tấn công. Bà đã tham dự một thánh lễ tạ ơn do vị bề trên tu viện - Fr Tannous Nehme - cử hành.
Năm 2007, May Chidiac xuất bản quyển tiểu sử Le Ciel m'attendra  ("Trời sẽ đợi tôi") trong đó bà thuật lại các trải nghiệm đau khổ của mình.
Ngày 3.2.2009 May Chidiac đã loan báo trên truyền hình trước sự ngạc nhiên của mọi người rằng bà sẽ không còn điều khiển show "B Kil Jora'a" trên đài Phát thanh và Truyền hình Liban nữa. Bà đã không bình luận gì về nghề nghiệp tương lai của mình.

## Giải thưởng
- Ngày 27.10.2006 May Chidiac được trao một trong 3 "Giải Dũng cảm trong nghề báo" của Quỹ Phương tiện Truyền thông của Phụ nữ Quốc tế (International Women's Media Foundation) [4]. Buổi lễ trao giải diễn ra ở Khách sạn Waldorf-Astoria Hotel tại Thành phố New York. Một phóng viên người Mỹ bị bắt cóc ở Iraq và một nhà báo nữ người Trung quốc bị ở tù 2 lần vì tường thuật về chính trị và kinh tế cũng được trao giải này.
- Ngày 3.5.2006, UNESCO trao Giải Guillermo Cano cho Tự do Báo chí trên thế giới cho May Chidiac để nhìn nhận sự dung cảm của bà trong việc bảo vệ và thúc đẩy tự do báo chí.
- Ngày 3.5.2007, cựu tổng thống Pháp, Jacques Chirac đã trao cho May Chidiac Bắc Đẩu bội tinh hạng Chevalier tại điện Elysée ở Paris.[5]  Chirac đã mô tả Chidiac như một "biểu tượng của tự do ngôn luận ở Liban."[6]

## Tác phẩm
- Le ciel m'attendra của May Chidiac, nhà xuất bản Florent Massot, 2007."Giải Vérité" 2007